# Дековиль, Поль
Поль Дековиль (фр. Paul Decauville; 1846—1922) — французский инженер, разработчик системы лёгких железных дорог с шириной колеи 500 мм. Такая колея получила название по его имени — дековилевская колея. Является обладателем золотой медали Всемирной выставки 1878 года.
Поль Дековиль также занимал пост мэра города Эври-Пети-Бурк и сенатора от департамента Сена и Уаза.
Имя Поля Дековиля также связано с городами Корбей-Эсон и Эври, в которых были построены заводы принадлежащей ему компании Decauville (фр.). Это была не единственная компания, основанная Дековилем, он также основал строительную компанию «Comptoir d’Outillage et de matériel à air comprimé» (ныне не существует), а также машиностроительную компанию, специализирующаяся на гидравлических прессах EmiDecau (ныне известна как Pinette EmiDecau Industries, Шалон-ан-Шампань).
В 1899 году Поль Дековиль участвовал в первых в мире автомобильных гонках, занял 15-е место.